# Teixeira de Pascoaes
Teixeira de Pascoaes (Pseudonym), eigentlich Joaquim Pereira Teixeira de Vasconcelos (* 2. November 1877 in Amarante; † 14. Dezember 1952 in Gatão (Provinz Porto)), war ein portugiesischer Dichter und Mystiker.

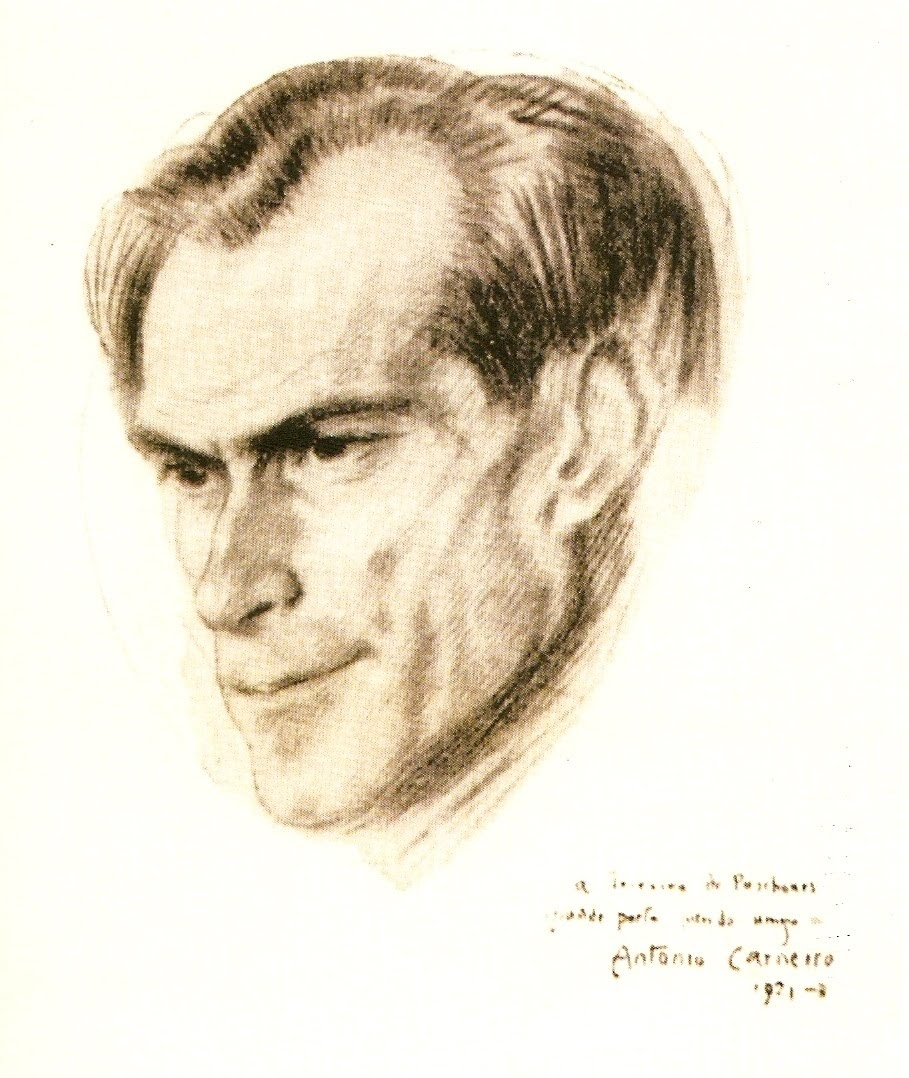
Teixeira de Pascoaes

Teixeira de Pascoaes entstammte einer in Portugal hoch angesehenen, aristokratischen Familie. Er schrieb Lyrik, Dramen, Biografien, Romane und Essays, die sich an der portugiesischen Geschichte orientierten. Sein Werk umkreiste dabei eine Art mystisch-pantheistischen Sehnsuchtskult.
Pascoaes gehörte der Richtung des sogenannten Saudosismo an. Gemeinsam mit António Sérgio und Raul Proença war er einer der Anführer der Aufbruchsbewegung dieser von ihm Ende des 19. Jahrhunderts begründeten, eine  kulturelle Revolution und „Portugiesische Renaissance“ anstrebenden Bewegung. Zusammen mit Leonardo Coimbra und Jaime Cortesão gab er die Zeitschrift „A Águia“ (dt. Der Adler) heraus.
Große Teile seines Lebens verbrachte Pascoaes auf dem Weingut seiner Familie „Sao Jao de Gatao“ bei Amarante, wo er das Land bearbeitete und auch viele seiner Gedichte schrieb, von denen etliche die Landschaft der dortigen Gegend zum Thema haben.
Von 1939 bis 1947 beherbergte er dort auch den deutschen Schriftsteller und Übersetzer seiner Werke ins Deutsche und Niederländische Albert Vigoleis Thelen.

## Werke
- Obras Completas (hrsg. von Jacinto do Prado Coelho)

deutsche Übersetzungen
- Napoleon. Spiegel des Antichrist, aus dem Portugiesischen übersetzt und mit einem Text zu Pascoaes von A. V. Thelen, 1997, Bonn, Weidle Verlag, ISBN 978-3-931135-30-0
- Briefe an Teixeira de Pascoaes, 2010, Bonn, Weidle Verlag, ISBN 978-3-931135-47-8
- Paulus. Der Dichter Gottes, 1938, Tiefland-Verlag, Amsterdam u. Leipzig
- Hieronymus. Der Dichter der Freundschaft, 1941 Tiefland-Verlag, Amsterdam u. Leipzig
- Das dunkle Wort. Aphorismen, 1949 Rascher-Verlag, Zürich